# Les Frères Karamazov (film, 1958)
Pour les articles homonymes, voir Les Frères Karamazov.
Pour plus de détails, voir Fiche technique et Distribution.
Les Frères Karamazov (The Brothers Karamazov) est un film américain réalisé par Richard Brooks, sorti en 1958.

## Synopsis
Ryevsk, Russie, 1870. Les tensions abondent dans la famille Karamazov. Le père est un tyran domestique et un libertin, dont les trois fils ont des caractères bien différents. L'un d'eux tombe amoureux de Grouchenka, maîtresse de leur père...

## Commentaire
Adaptation de l'œuvre de Dostoïevski.

Les relations complexes de Fiodor avec ses quatre fils sont l'occasion d'explorer quelques-unes des composantes de la société russe de la fin du XIXe siècle.

## Fiche technique
- Titre : Les Frères Karamazov
- Titre original : The Brothers Karamazov
- Réalisation : Richard Brooks
- Scénario : Julius J. Epstein et Philip G. Epstein, adapté du roman Les Frères Karamazov de Dostoïevski
- Musique : Bronisław Kaper
- Directeur de la photographie : John Alton
- Montage : John D. Dunning
- Cadreur : Fred Koenekamp
- Direction artistique : Paul Groesse et William A. Horning
- Décorateur de plateau : Henry Grace et Robert Priestley
- Costumes : Walter Plunkett
- Production : Pandro S. Berman
- Société de production : Avon Productions et MGM
- Pays d'origine :  États-Unis
- Format : Couleurs (metrocolor) - son Mono (Westrex Recording System)
- Genre : drame
- Durée : 145 minutes
- Dates de sortie :
  - États-Unis : 20 février 1958 (New York)
  - France : 23 mai 1958

## Distribution

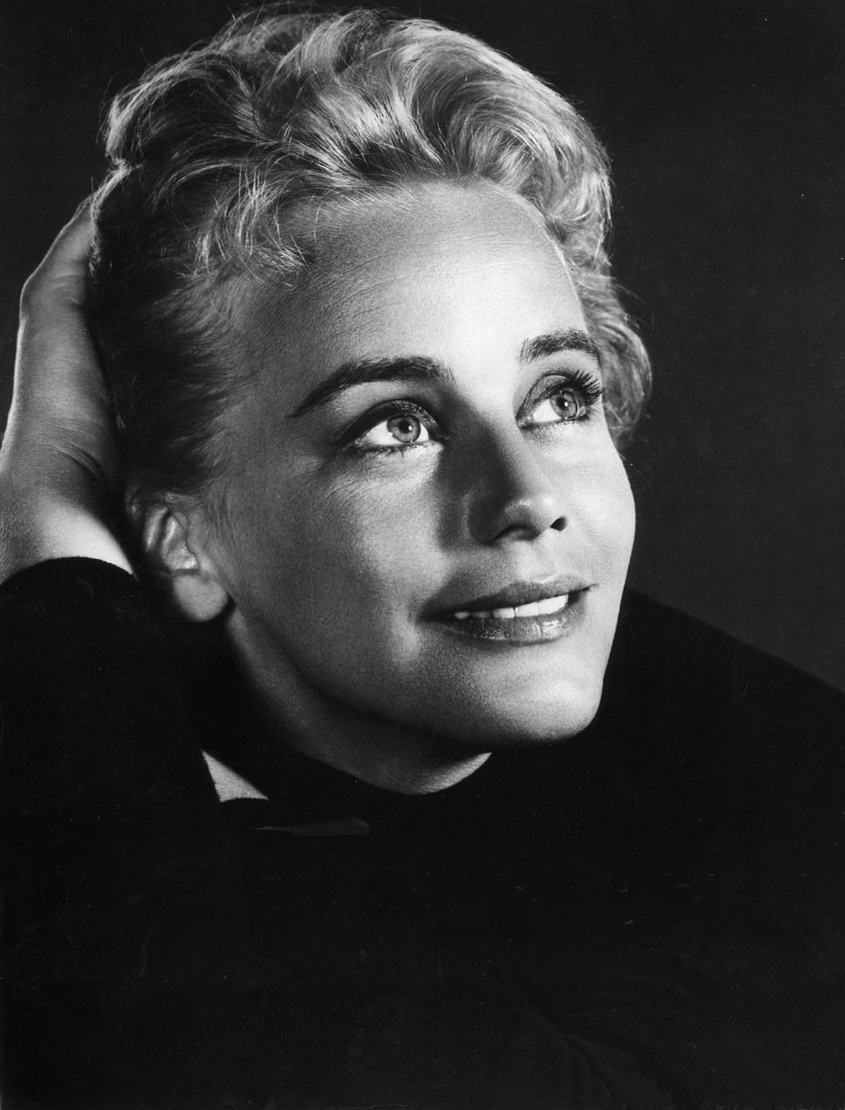
Maria Schell dans le rôle de Grushenka.

- Yul Brynner (VF : Jean Claudio) : Dmitri Karamazov
- Maria Schell (VF : Martine Sarcey) : Grushenka
- Claire Bloom (VF : Nadine Alari) : Katya
- Lee J. Cobb (VF : André Valmy) : Fyodor Karamazov (le père)
- Moizut : Igor Karamazov (le fils caché de Fyodor)
- Albert Salmi : Smerdjakov
- William Shatner (VF : Hubert Noël) : Alexi Karamazov
- Richard Basehart (VF : Jacques Dacqmine) : Ivan Karamazov
- Judith Evelyn : Mme Anna Hohlakov
- Edgar Stehli : Grigory
- Harry Townes : Ippoli Kirillov

Acteurs non crédités :
- Friedrich von Ledebur : Le juge en chef
- Peter Leeds : Un garde

## Distinctions
- Festival de Cannes 1958 : sélection officielle en compétition[1]
- nommé aux Oscars 1959 pour l'Oscar du meilleur acteur dans un second rôle pour Lee J. Cobb
- nommé à la Directors Guild of America Award 1959 pour Outstanding Directorial Achievement in Motion Pictures en faveur de Richard Brooks
- Meilleur acteur dans un second rôle 1958 de la National Board of Review Award pour Albert Salmi y compris pour sa prestation dans Bravados (1958).